# Castello di Borgomasino
Il Castello di Borgomasino è un antico castello situato nel comune di Borgomasino in Piemonte. 

## Storia
Delle antiche origini del castello si hanno notizie attraverso documenti che ne testimoniano l'esistenza fin dall'XI secolo, quando venne edificato da Guido, conte di Pombia. Situato al confine tra Ivrea e Vercelli, il castello aveva una funzione difensiva ed è stato spesso al centro di conflitti tra i due territori. Nel 1361 Bartolomeo di Masino cedette il paese di Borgomasino ad Amedeo di Savoia, mantenendo però il controllo del castello, che successivamente venne fortificato a causa delle tensioni con i Savoia. Alla fine del XIV secolo, i conti di Masino furono infeudati e assunsero il titolo di conti di Masino di Borgomasino.
Il castello ha avuto in passato una storia travagliata: di proprietà dei conti di Valperga dal XV secolo, fu danneggiato nel 1818 da un crollo. Sui suoi resti, decenni dopo, ad unità d'Italia compiuta (1870) venne edificata una villa gentilizia in pretto stile ottocentesco. Committente dell'architetto Siniscalchi fu l'allora sindaco di Torino, conte Luigi Valperga di Masino.

## Descrizione
Dell'antico castello permangono la torre a pianta quadra che sovrastava il castrum vetus e il cortile d'armi e le vicine palazzine rustiche. La torre, realizzata in mattoni, è caratterizzata da aperture irregolari e decorazioni in cotto che ornano l’ultimo piano e il bordo sotto la copertura.
 Il parco antistante porge sul naviglio di Ivrea ed in veduta prospettica rispetto alla vicina serra di Ivrea.